# Йохан Готфрид фон Хердер
Йохан Готфрид фон Хердер (на немски: Johann Gottfried von Herder; на латински: Ioannes Gottfriedus Herder) (1744-1803) е германски философ, поет, литературен критик, теолог и преводач. Свързан е с идеите на Просвещението, течението „Бурни устреми“ и ваймарския класицизъм. Оказва влияние върху Йохан Волфганг фон Гьоте и Фридрих Шилер. Наричан е „бащата на културния национализъм“.

## Биография
Роден е на 25 август 1744 г. в Морунген в Източна Прусия, кралство Прусия. През 1762 г. се записва в Кьонигсбергския университет, където му преподава Йохан Георг Хаман, патриотичен и емоционален франкофоб. През 1764 г. отпътува за Рига, където работи като преподавател, и започва да развива литературна дейност. През 1776 г. се премества във Ваймар, където умира през 1803 г.

## Мироглед
Хердер говори за Volk, образуван около общ език — пазител и носител на общото наследство. Тази идея играе ръководна роля в по-нататъшното развитие на европейския национализъм от XIX век и се появява отново и отново в бурната история на европейската политика. Хердер, който е повече загрижен за културата, отколкото за политиката, "очевидно вярва, че ако всеки Volk може да бъде нация само по себе си, всички вечно биха живели щастливо помежду си и в разбирателство с другите". Мистичността на германския Volk, така страстно прегърната от него, в крайна сметка става водещият дух на Хитлеровия райх.
Нацията според Хердер е съставена от обща религия, фолклор, традиция, история, етнопсихология, език, култура, територия. Или гражданство, суверенитет и територия са 3-те основни компонента, които правят нацията.

## Памет
На негово име е учредена т. нар. Хердерова награда.